# Elisabeth Burri
Elisabeth Burri, Taufname Elisabeth Anliker (geb. 23. Dezember 1924 in Aarau; gest. 10. Dezember 2023 in Zürich), war eine Schweizer Textilkünstlerin.

## Leben und Werk
Elisabeth Burri besuchte von 1943 bis 1947 die Textilklasse an der Kunstgewerbeschule Zürich. Ihre Lehrer waren u. a. Johannes Itten, Otto Morach und Elsi Giauque. 1948 absolvierte sie ein Praktikum in Giauques Atelier in Ligerz. Danach unternahm sie bis 1950 eine Studienreise nach Nordamerika, wo sie sich vor allem in den Indianerreservaten aufhielt. 
Wieder in Zürich gründete sie ihr eigenes Atelier für Textilentwürfe. 1951 heiratete sie den Architekten Oskar Burri. 1952 leistete sie zusammen mit ihrem Mann im Auftrag der Schweizerischen Europahilfe nach dem Ende des dortigen Bürgerkriegs Wiederaufbauarbeit in Nordgriechenland. Seit 1955 war Elisabeth Burri als freischaffende Künstlerin tätig.
In der Zusammenarbeit mit ihrem Mann und den Architekten Jakob Zweifel und Ernst Gisel entstanden zahlreiche künstlerische Vorhänge, Panneaux und Tapisserien. Elisabeth Burri stellte ihre Werke in Einzel- und Gruppenausstellungen sowie auf Biennalen im In- und Ausland aus. Ab 1989 war sie Mitglied der Schweizerischen Gesellschaft Bildender Künstlerinnen.